# Sarah Thomas (natation)
Cet article concerne la nageuse. Pour la joueuse de hockey sur gazon, voir Sarah Thomas. Pour l'officielle de football américain, voir Sarah Thomas (officielle, football américain).
Sarah Thomas (née en 1982) est une nageuse d'eau libre américaine, spécialisée dans les épreuves dites de marathon (supérieure à 10 km). Elle détient le record du monde en eau libre parcourant quatre traversées de la Manche.

## Biographie
Le 10 août 2017, elle nage 104,6 miles (168,3 km) dans le lac Champlain. C'est la première fois au monde qu'une distance de plus de 100 miles est nagée (dans une eau sans courant). C'est également la plus grande distance nagée en eau libre sans assistance. Elle est partie de Rouses Point, New York à l'extrémité nord du lac, puis traversée tout le lac du Nord au Sud jusqu'à l'île Gardiner (Comté d'Addison) qu'elle a contourné avant de remonter le lac du Sud au Nord pour revenir à son point de départ.
En novembre 2017, elle est diagnostiquée d'un cancer du sein et a subi une intervention chirurgicale, une radiothérapie et une chimiothérapie. Elle continue cependant de nager le plus possible pendant son traitement.
Le 17 septembre 2019, elle est devenue la première nageuse à effectuer une quadruple traversée de la Manche sans s'arrêter, en un temps de 54 heures 10 minutes,. Un film documentaire sur ce parcours est en réalisation, The Other Side,.